# Старое (Воронежская область)
Старое — село в Семилукском районе Воронежской области.
Входит в состав Девицкого сельского поселения.

## Население
| 2010 |
| ---- |
| 87   |